# Enrique Tarigo
Enrique Ernesto Tarigo Vázquez (Montevideo, 15 de septiembre de 1927 — Montevideo, 14 de diciembre de 2002) fue un abogado, periodista, profesor universitario y político uruguayo, perteneciente al Partido Colorado. Fue vicepresidente de Uruguay entre 1985 y 1990, en el primer período democrático luego de la dictadura.

## Biografía
Nació en Montevideo el 15 de septiembre de 1927.
Casado con Susana Isabel Morador López, tuvo 5 hijos: Enrique, Miguel, Alejandro, Gabriela y Juan Felipe.
En 1953 se graduó como abogado. Fue profesor de Derecho Procesal en la Facultad de Derecho de la Universidad de la República, hasta que renunció a la docencia en 1978, cuando la dictadura obligó a renunciar a destacados profesores de dicha Facultad.

## Actuación política
Fundador del Semanario Opinar, tuvo un importante papel en el rechazo a la reforma constitucional propuesta por el gobierno militar y plebiscitada en noviembre de 1980 en que triunfó el NO, es decir que los ciudadanos no aprobaron dicha reforma. Ese año participó de un debate televisivo en el canal 4, junto al político nacionalista Eduardo Pons Echeverry, donde triunfaron ampliamente frente a dos defensores de la dictadura -el coronel Néstor Bolentini y el Dr. Enrique Viana Reyes-, lo cual contribuyó en cierta medida al triunfo democrático que significó la victoria del "NO" a la reforma constitucional.
En 1982, encabezó su propia lista en las elecciones internas celebradas en noviembre, que le dieron nueva vida a los partidos tradicionales. La lista estaba identificada con la sigla "ACE" y el sublema "Libertad y Cambio". Además de Tarigo, integraban la agrupación, entre otros, Luis Hierro López, Ope Pasquet, Américo Ricaldoni, Alfredo Traversoni, Roberto Asiaín, Hugo Granucci, Miguel Manzi y Medardo Manini.
En 1983, junto con el blanco Gonzalo Aguirre, redactaron la proclama "Por un Uruguay sin exclusiones", que fuera leída por el actor Alberto Candeau en el multitudinario acto que se celebró junto al Obelisco en señal de oposición a la dictadura cívico-militar.
Luego participó como delegado de su partido en las negociaciones con los militares y fue uno de los firmantes del Pacto del Club Naval, en el cual se establecía un acuerdo para la salida de la dictadura y el retorno de la democracia, la que se concretó con las elecciones de 1984 en las que fue elegido Vicepresidente. En dichas elecciones presentó su propia plancha de candidatos a diputados, la Lista 85 "Libertad y Cambio", integrada por quienes lo habían acompañado en las elecciones internas de 1982, obteniendo cinco bancas por Montevideo.
Entre 1987 y 1989 desarrolló una intensa actividad en contra de la campaña de recolección de firmas para la celebración de un referéndum contra la "Ley de Caducidad". Una vez que se superaron los obstáculos y se convocó a ese referéndum para abril de 1989, Tarigo continuó su profusa actividad en contra de la revocación de la Ley. Al estar el presidente de la República (Sanguinetti) impedido por la Constitución de desarrollar actividades políticas, la radical defensa de la "Ley de Caducidad" por el gobierno tuvo al Vicepresidente Tarigo como cabeza visible.
En 1989, el presidente Julio María Sanguinetti lo propuso como candidato presidencial de su partido para las elecciones de ese año, pero las elecciones internas del Batllismo dieron la victoria a Jorge Batlle. Tarigo se alejó entonces de la política activa.
Entre 1992 y 1993 ocupó el cargo de Director del diario El Día.
Luego de renunciar a la banca que había obtenido en el Senado en esas elecciones y de un breve período como embajador en España entre 1995 y 1999, retornó al país para volver a la docencia, su principal vocación, a la que se dedicó hasta su muerte que tuvo lugar en Montevideo el 14 de diciembre de 2002, víctima de cáncer de pulmón.
La circunvalación sur de la Plaza Cagancha lleva su nombre.

## Publicaciones
Sus libros sobre Derecho Procesal, en particular sus "Lecciones de Derecho Procesal Civil" en cuatro tomos (1993 - 2000) son ampliamente utilizados en el ámbito académico y universitario.
Fue el miembro redactor del Informe de la Comisión del Decanato del Club Nacional de Football, que en 1991 estableció la posición oficial del club sobre la discusión del decanato.